# 北村四海

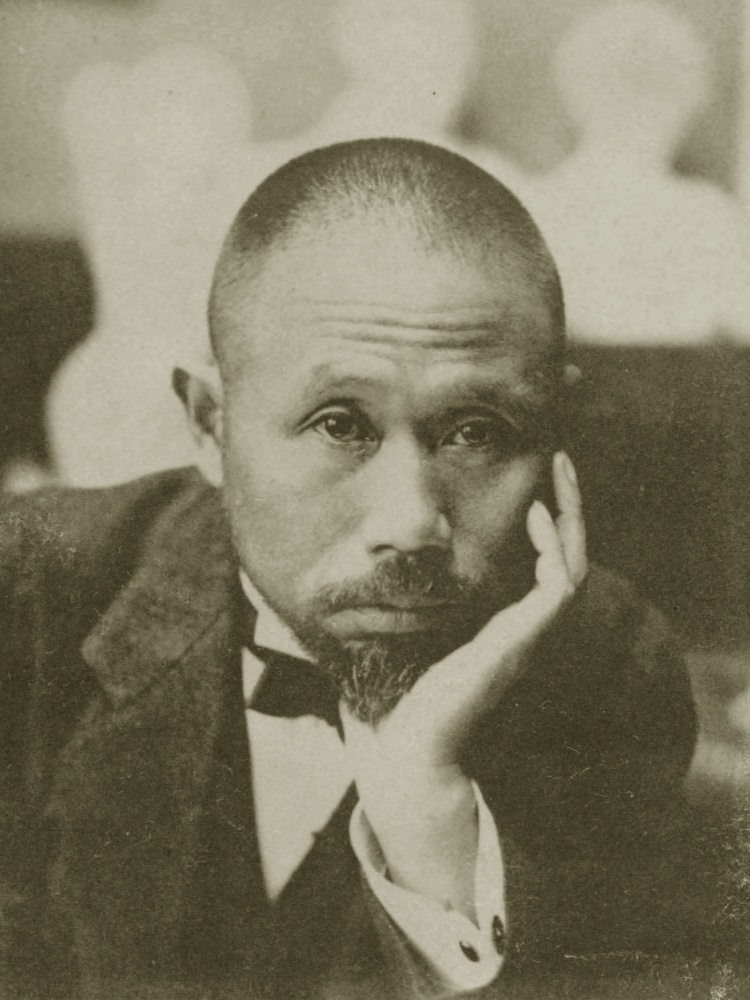
北村四海

北村 四海（きたむら しかい、1871年4月1日〈明治4年2月12日〉 - 1927年〈昭和2年〉11月14日）は、日本の彫刻家である。本名は直次郎。

## 経歴・人物
現在の長野県長野市生まれ。幼年期より養父で宮彫師あった北村正信から彫刻を学んだ。後に上京し、1893年（明治26年）に島村俊明や小倉惣次郎、新海竹太郎、安田善次郎らと親交を持った。後に島村から木彫、小倉から塑造を学んだ。また同時期に解剖学についても学び始めた。
1900年（明治33年）より留学のため渡仏し、パリに在住し同地で裸体像等の大理石を用いた西洋式彫刻を学んだ。1902年（明治35年）に帰国し、その後は大理石を用いた彫刻を製作し始めた。これによって日本でブロンズ像に対抗して、初の大理石による彫刻像を導入した事で名を馳せた。後に文展の審査員の一員となる。1907年（明治40年）に開催された東京勧業博覧会においては、四海の出品した作品が審査の不平の怒りによって、自身が破壊した事により一躍有名となった。墓所は三浦市本瑞寺。

## その他
2011年（平成23年）1月11日放送の『開運!なんでも鑑定団』（テレビ東京）にて依頼品として出品されている。

## 受賞歴
- 一等賞 - 1895年（明治28年）日本美術協会展において受賞[2]。
- 三等賞 - 1908年（明治41年）第2回文展及び1915年（大正4年）第9回文展において受賞[4]。

## 主な作品

### 代表的な作品
- 『イヴ像』 - 東京国立近代美術館蔵[2]。
- 『春秋』 - この作品で第2回文展三等賞受賞[4]。
- 『霞』 - 1907年（明治40年）開催の東京勧業博覧会において破壊[4]。
- 『手古奈』 - 1909年（明治42年）の第3回文展出品作。慶應義塾図書館玄関ホールに設置されていたが、東京大空襲で両腕部分を失った。戦争の記憶を後世に伝えるため、あえて損傷した姿のまま公開されている[5][6]。

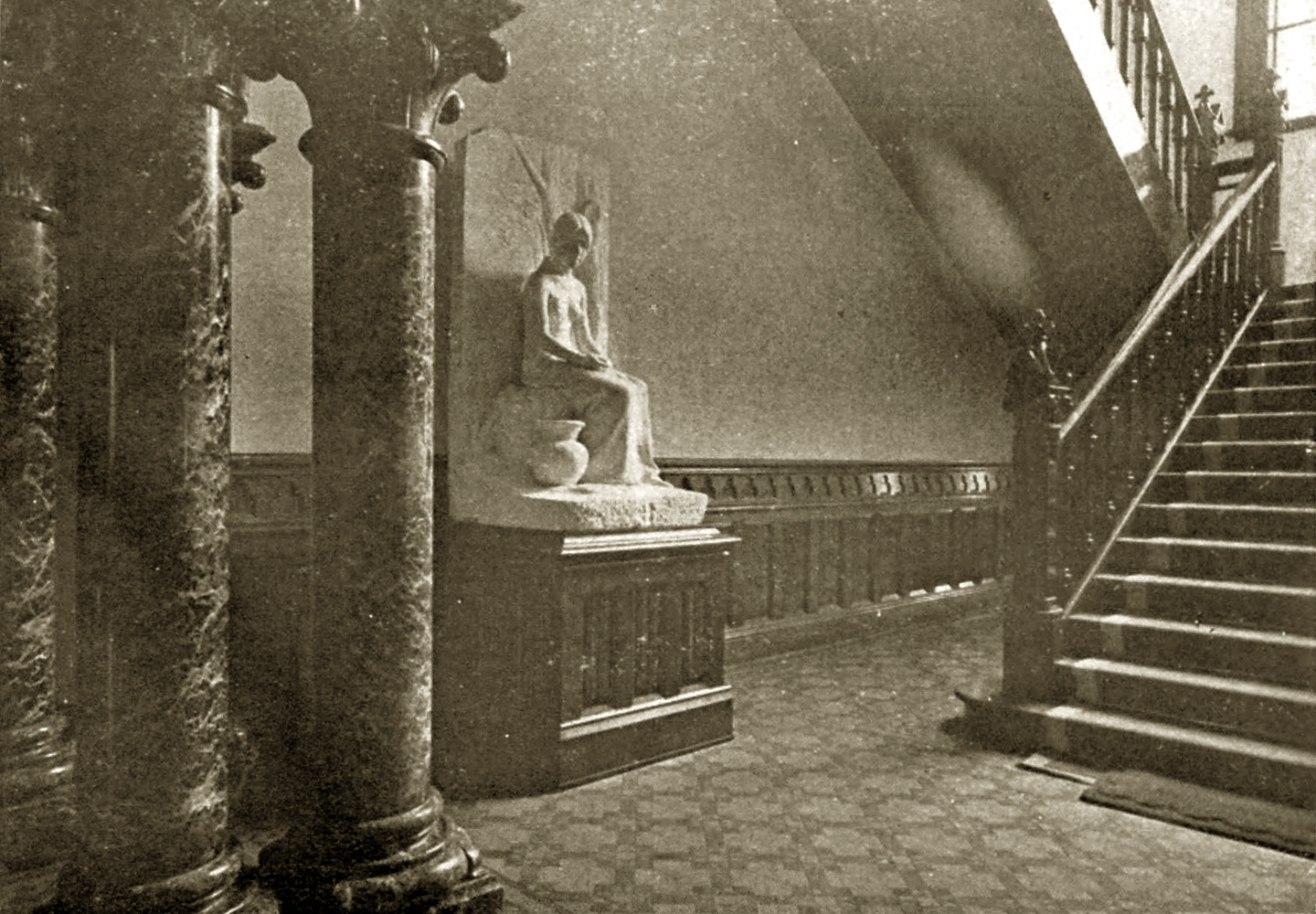
慶應義塾図書館旧館 大階段「手児奈像」（『慶應義塾創立五十年紀念図書館紀要』1912年）

### その他の作品
- 『神武天皇像』 - 木彫[2]。この作品で1895年（明治28年）に開催された日本美術協会展において一等賞を受賞[2]。
- 『女性胸像』 - 大理石を用いた彫刻像。潟東樋口記念美術館蔵。